# Рулетт (Пенсільванія)
Рулетт (англ. Roulette) — переписна місцевість (CDP) в США, в окрузі Поттер штату Пенсільванія. Населення — 695 осіб (2020).

## Географія
Рулетт розташований за координатами 41°46′36″ пн. ш. 78°9′18″ зх. д. / 41.77667° пн. ш. 78.15500° зх. д. (41.776757, -78.155130).  За даними Бюро перепису населення США в 2010 році переписна місцевість мала площу 4,46 км², уся площа — суходіл.

## Демографія
Згідно з переписом 2010 року, у переписній місцевості мешкало 779 осіб у 325 домогосподарствах у складі 217 родин. Густота населення становила 175 осіб/км².  Було 385 помешкань (86/км²).
Расовий склад населення:
| - 99,2 % — білих - 0,4 % — корінних американців - 0,4 % — чорних або афроамериканців |

До двох чи більше рас належало 0,0 %. Частка іспаномовних становила 2,1 % від усіх жителів.
За віковим діапазоном населення розподілялося таким чином: 19,6 % — особи молодші 18 років, 62,4 % — особи у віці 18—64 років, 18,0 % — особи у віці 65 років та старші. Медіана віку мешканця становила 44,1 року. На 100 осіб жіночої статі у переписній місцевості припадало 97,7 чоловіків;  на 100 жінок у віці від 18 років та старших — 100,6 чоловіків також старших 18 років.
Середній дохід на одне домашнє господарство  становив 41 987 доларів США (медіана — 35 625), а середній дохід на одну сім'ю — 54 290 доларів (медіана — 52 614). Медіана доходів становила 34 844 долари для чоловіків та 23 750 доларів для жінок. За межею бідності перебувало 29,5 % осіб, у тому числі 38,7 % дітей у віці до 18 років та 26,9 % осіб у віці 65 років та старших.
Цивільне працевлаштоване населення становило 311 осіб. Основні галузі зайнятості: виробництво — 31,8 %, освіта, охорона здоров'я та соціальна допомога — 19,6 %, роздрібна торгівля — 9,6 %, мистецтво, розваги та відпочинок — 9,6 %.